# Natalia Wörner

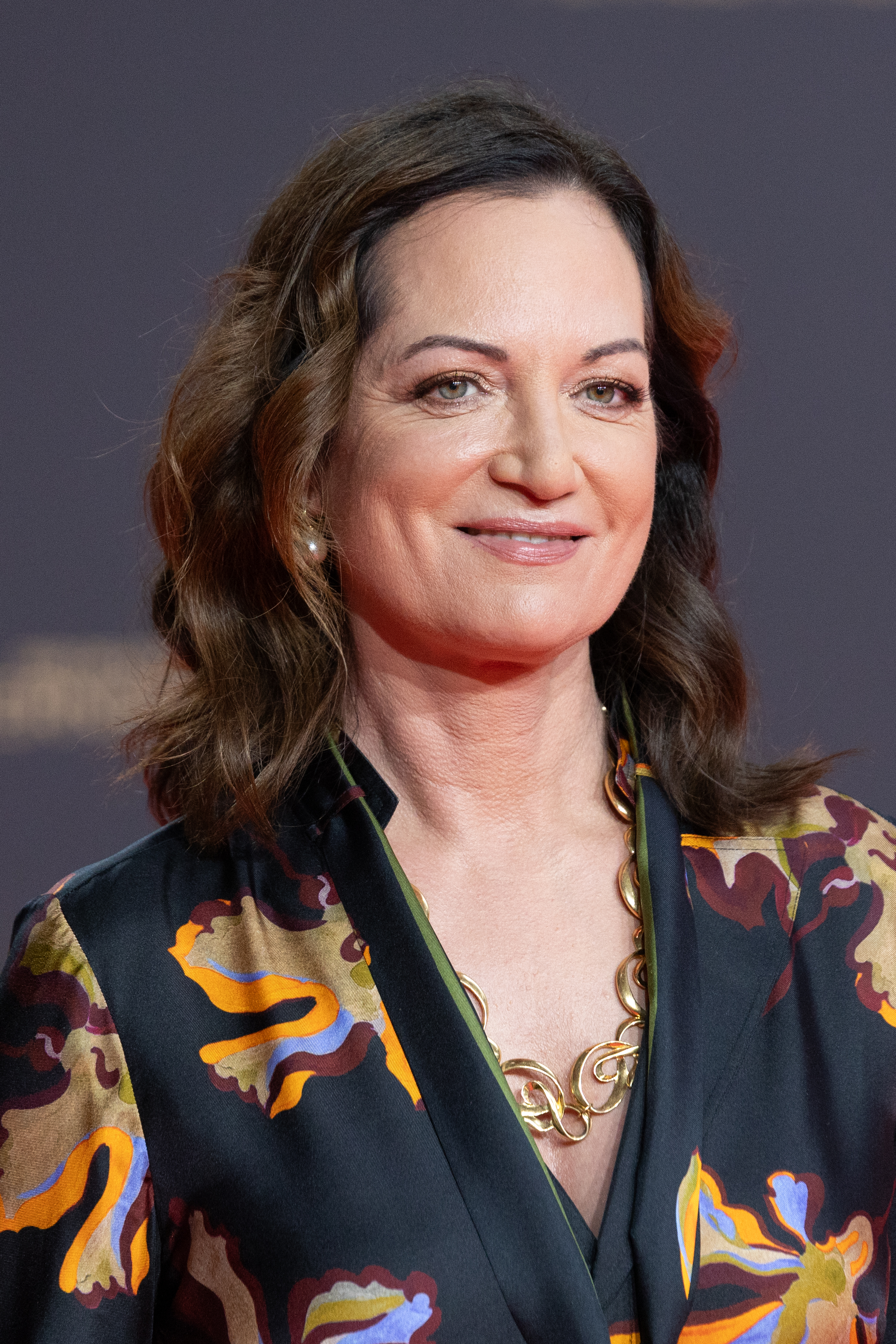
Natalia Wörner (2024)

Natalia Wörner (* 7. September 1967 in Stuttgart-Bad Cannstatt) ist eine deutsche Schauspielerin und Schriftstellerin.
Ihren Durchbruch hatte sie 1994 in Dominik Grafs Actionthriller Die Sieger. Weitere Bekanntheit erlangte sie als Kommissarin Jana Winter in der Hauptrolle der ZDF-Krimireihe Unter anderen Umständen und als Karla Lorenz in der Titelrolle der ARD-Fernsehreihe Die Diplomatin. Sie spielte bislang in über 80 Film- und Fernsehproduktionen mit.

## Leben

### Herkunft und Ausbildung
Natalia Wörner wuchs gemeinsam mit einer älteren Schwester bei ihrer Mutter auf, die von Beruf Lehrerin war. Mit ihrem Vater verbrachte sie Wochenenden und Ferien. Bereits während ihrer Schulzeit – in der sie viermal auf eigenen Wunsch hin die Schule wechselte – begann Wörner, als Model zu arbeiten. Nach ihrem Abitur in Stuttgart und einem kurzen Studium generale an einer anthroposophischen Schule (1986) verdiente sie sich ihren Lebensunterhalt als Model unter anderem in Paris, Mailand und Wien.
1987/1988 studierte Wörner anderthalb Jahre lang Schauspiel an Lee Strasbergs Actors Studio in New York und war danach in der dortigen Off-Off-Theater-Szene tätig. Anschließend kehrte sie nach Deutschland zurück.

### Privates
Wörner war zwischen 1993 und 2001 mit ihrem Schauspielkollegen Herbert Knaup (* 1956) liiert, den sie bei den Dreharbeiten von Die Sieger kennengelernt hatte.
Ab den Dreharbeiten von Miss Texas im Jahr 2004 bis Anfang 2008 lebte Wörner mit dem Kanadier Robert Seeliger (* 1966) zusammen. Gemeinsam mit ihm überlebte sie Weihnachten 2004 in Khao Lak die durch das Erdbeben im Indischen Ozean verursachte Flutkatastrophe körperlich unbeschadet, aber hatte eine temporäre Wasser-Phobie und wegen der eigenen körperlichen Unversehrtheit Schuldgefühle gegenüber den vielen Toten.
Darüber und wie sie vor Ort zu Ersthelfern wurden, erzählte sie zum 20-jährigen Jahrestag der Katastrophe in der Dokumentation Überlebt! Tsunami 2004 aus der ZDF-Dokumentationsreihe Terra X History, erstmals gesendet am 26. November 2024, und auch am 28. Dezember 2024 gegenüber dem MDR-Magazin Brisant.
Wörner und Seeliger heirateten im Januar 2006 und bekamen im April 2006 einen gemeinsamen Sohn Jacob Lee.
Die Ehe wurde 2008 geschieden.
Im Frühjahr 2016 zeigten sich Heiko Maas (damals Bundesminister der Justiz und für Verbraucherschutz im Kabinett Merkel III) und die Schauspielerin erstmals als Paar. Kurz zuvor war Maas’ Trennung von seiner Ehefrau öffentlich geworden. Mitte August 2023 gaben Wörner und Maas bekannt, dass sie sich schon vor längerer Zeit getrennt hätten.

## Werdegang

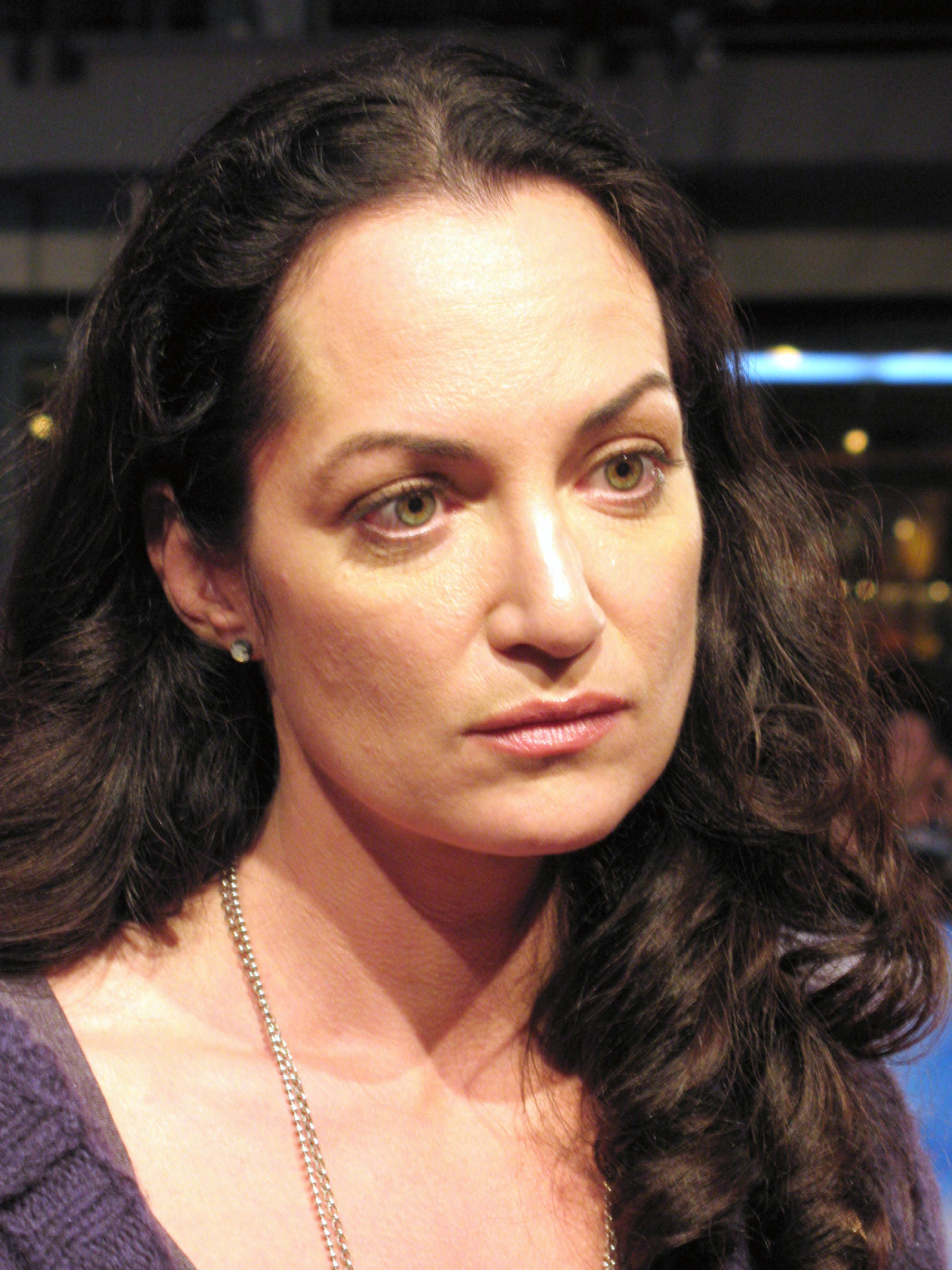
Wörner bei der deutschen Filmpremiere von Die Fremde in dir in Berlin, 2007

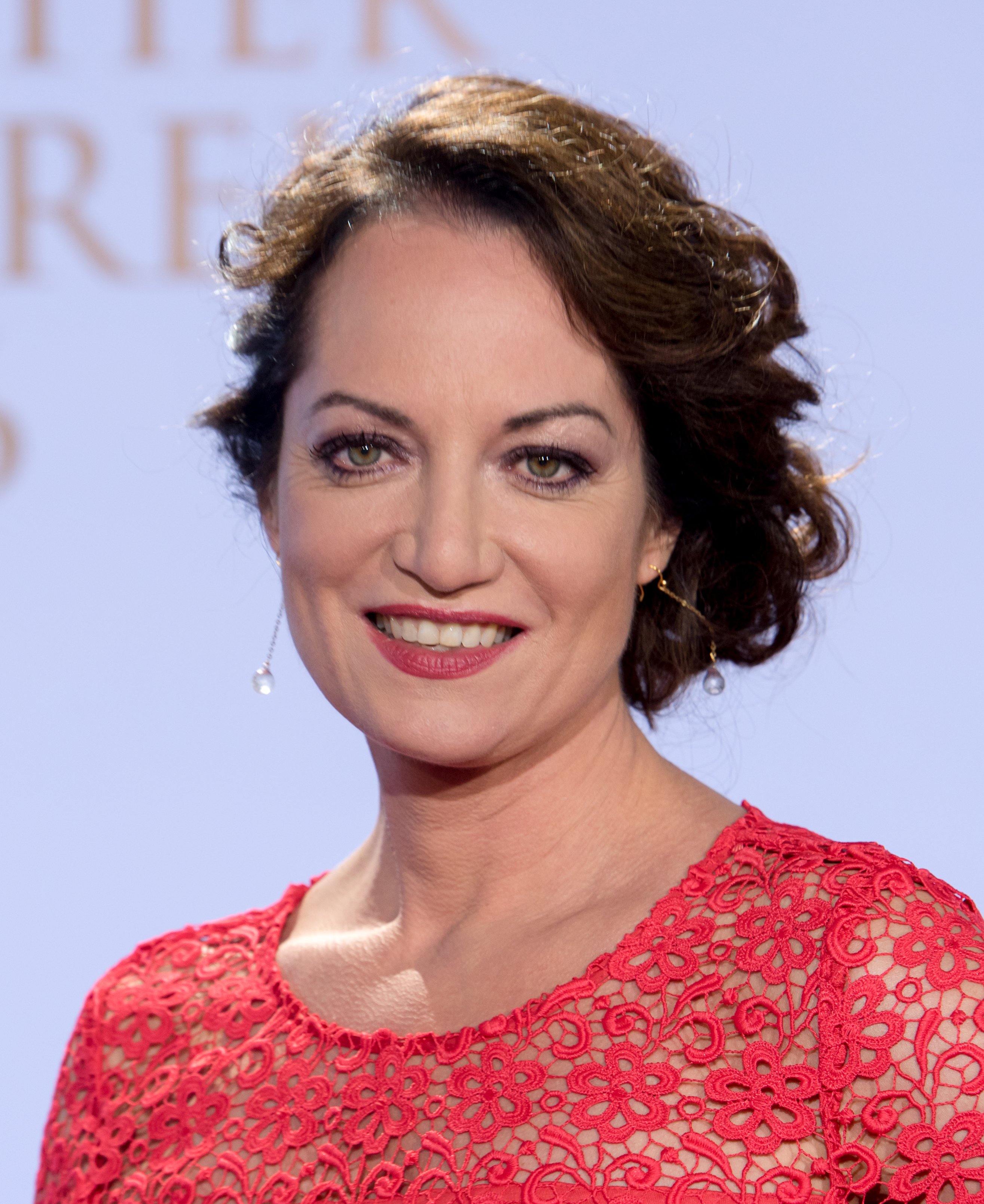
Natalia Wörner (2016)

Erstmals im deutschen Fernsehen erschien Natalia Wörner 1992 in Nina Grosses Thea und Nat. 1992/93 nahm sie an einer Casting-Show auf Sat.1 zur Auswahl der Hauptdarstellerin für die Verfilmung der Romanfortsetzung von Vom Winde verweht, der Miniserie Scarlett, teil.
Ihr Kinodebüt gab sie mit Nebenrollen in Sherry Hormanns Frauen sind was Wunderbares und Dominik Grafs Die Sieger (beide 1994). Unter Hormann spielte sie auch in der Filmkomödie Irren ist männlich in der Nebenrolle der Susanne Sochaki. Für ihre Darstellung eines psychisch gestörten Sektenopfers im Tatort (Folge: Perfect Mind – Im Labyrinth, 1996) gewann sie 1997 den Goldenen Gong.
2000 wurde Wörner für ihre Leistung in Bella Block mit dem Deutschen Fernsehpreis in der Kategorie Beste Schauspielerin in einer Hauptrolle – Fernsehfilm/Mehrteiler ausgezeichnet. In der Folge Blinde Liebe der ZDF-Krimireihe war sie als schlichte und teilweise vulgäre Krankenschwester zu sehen, die sich in einen vorbestraften Taxifahrer verliebt und ihre behinderte Schwester in die Prostitution drängt.
2002 stand sie für den ARD-Zweiteiler Der Seerosenteich, der auf dem gleichnamigen Roman von Christian Pfannenschmidt basiert, an Schauplätzen in Schleswig-Holstein, Hamburg, Paris und New York City in der Hauptrolle der Modeschöpferin Isabelle Corthen neben Tim Bergmann, Anja Kling und Hannelore Elsner vor der Kamera.
Seit 2006 ist Wörner ein- bis zweimal jährlich als Kommissarin Jana Winter in der Hauptrolle der ZDF-Krimireihe Unter anderen Umständen zu sehen.
Im Kinofilm Die Kirche bleibt im Dorf spielt Natalia Wörner 2012 die Maria Häberle. Seit 2016 spielt sie zudem in der ARD-Reihe Die Diplomatin die Titelrolle der Diplomatin Karla Lorenz. Im Frühjahr 2021 stand sie für den ZDF-Fernsehfilm Die Welt steht still vor der Kamera, in dem sie die Ärztin Carolin Mellau, die mit der COVID-19-Pandemie in Deutschland zu kämpfen hat und sich letztlich selber mit dem Virus infiziert, spielte.
Im März 2011 erschien in der deutschen Ausgabe des Playboy-Magazins zusammen mit einem Interview eine Fotoserie mit Natalia Wörner, fotografiert von Karl Lagerfeld.
In ihrem Buch Heimatlust von 2015 setzt sie sich mit ihrer schwäbischen Heimat auseinander.

## Filmografie

### Kino
- 1992: Glück 1
- 1992: Thea und Nat
- 1994: Leni
- 1994: Die Maschine (La machine)
- 1994: Frauen sind was Wunderbares
- 1994: Die Sieger
- 1995: Der Elefant vergisst nie (Kurzfilm)
- 1996: Irren ist männlich
- 1999: Das Tal der Schatten
- 2001: Suck My Dick
- 2003: Liebe und Verlangen
- 2006: 20 Nächte und ein Regentag
- 2012: Die Kirche bleibt im Dorf
- 2015: Täterätää! – Die Kirche bleibt im Dorf 2

### Fernsehfilme
- 1995: Unter Druck
- 1995: Kinder der Nacht
- 1997: Spiel um dein Leben
- 1998: Der Rosenmörder
- 1998: Zur Zeit zu zweit
- 1998: Der Laden (Dreiteiler)
- 1998: Mammamia
- 1998: Der Handymörder
- 1999: Zum Sterben schön
- 1999: Der Feuerteufel – Flammen des Todes
- 2000: Frauen lügen besser
- 2001: Klassentreffen – Mordfall unter Freunden
- 2001: Verbotene Küsse
- 2002: Liebe unter Verdacht
- 2003: Der Seerosenteich (Zweiteiler)
- 2003: Wenn Weihnachten wahr wird
- 2004: Experiment Bootcamp
- 2004: Für immer im Herzen
- 2005: Miss Texas
- 2005: Das Geheimnis des Roten Hauses
- 2006: Die Sturmflut
- 2006: Der beste Lehrer der Welt
- 2007: Durch Himmel und Hölle
- 2008: Die Lüge
- 2009: Mein Mann, seine Geliebte und ich
- 2010: Die Säulen der Erde (The Pillars of the Earth, Vierteiler)
- 2011: Cinderella – Ein Liebesmärchen in Rom (Cenerentola)
- 2014: Kückückskind
- 2014: Götz von Berlichingen
- 2015: Tannbach – Schicksal eines Dorfes (Dreiteiler, 1. Teil)
- 2016: Der gute Göring (Dokumentation)
- 2017: Mata Hari – Tanz mit dem Tod
- 2018: Vermisst in Berlin
- 2019: So einfach stirbt man nicht
- 2020: Das Mädchen am Strand (Zweiteiler)
- 2020: Wahrheit oder Lüge
- 2021: Um die 50
- 2021: Die Welt steht still
- 2022: Die Macht der Frauen
- 2025: Lillys Verschwinden (Zweiteiler)

- 2024: Disko 76 (Streaming-Serie)

### Fernsehserien und -reihen
- 1995: Um die 30 (7 Folgen)
- 1996: Tatort: Perfect Mind – Im Labyrinth
- 1999: Tatort: Martinsfeuer
- 2000: Bella Block: Blinde Liebe
- 2004: Der letzte Zeuge – Ich hasse meine Mutter
- seit 2006: Unter anderen Umständen
  - 2006: Unter anderen Umständen
  - 2007: Bis dass der Tod euch scheidet
  - 2008: Böse Mädchen
  - 2009: Auf Liebe und Tod
  - 2010: Tod im Kloster
  - 2011: Mord im Watt
  - 2012: Spiel mit dem Feuer
  - 2013: Der Mörder unter uns
  - 2014: Falsche Liebe
  - 2015: Das verschwundene Kind
  - 2016: Das Versprechen
  - 2016: Tod eines Stalkers
  - 2017: Liebesrausch
  - 2018: Das Geheimnis der Schwestern
  - 2019: Im finsteren Tal
  - 2020: Über den Tod hinaus
  - 2020: Lügen und Geheimnisse
  - 2021: Für immer und ewig
  - 2022: Mutterseelenallein
  - 2023: Dämonen
  - 2023: Mütter und Söhne
  - 2024: Dominiks Geheimnis
  - 2024: Nordwind
  - 2025: Die einzige Zeugin
- 2007: Der letzte Zeuge – Toedliche Schoenheit
- 2009: Rosamunde Pilcher – Vier Jahreszeiten
- 2012: Rosamunde Pilcher – Die andere Frau (Zweiteiler)
- 2012: Joachim Vernau – Das Kindermädchen
- 2012: Tatort: Tote Erde
- 2016: Böser Wolf – Ein Taunuskrimi (Zweiteiler)
- seit 2016: Die Diplomatin
  - 2016: Das Botschaftsattentat
  - 2016: Entführung in Manila
  - 2018: Jagd durch Prag
  - 2019: Böses Spiel
  - 2020: Tödliches Alibi
  - 2021: Mord in St. Petersburg
  - 2023: Vermisst in Rom
- 2017: Berlin Station
- 2018: Nachtschicht – Es lebe der Tod

## Auszeichnungen
- 1996: Goldener Gong
- 2000: Deutscher Fernsehpreis
- 2011: Askania Award[14]
- 2011: Romy für Die Säulen der Erde
- 2016: Bundesverdienstkreuz am Bande[15]
- 2017: St. Georgs Orden des Semperopernballs
- 2020: Verdienstorden des Landes Baden-Württemberg

## Werke
- in Zusammenarbeit mit Daniel Oliver Bachmann: Heimatlust. Meine schwäbische Liebeserklärung. Riemann Verlag, München 2015, ISBN 978-3-570-50187-0.